# Линди (регион)
Линди е един от 26-те региона на Танзания. Разположен е в югоизточната част на страната и има излаз на Индийския океан. Площта на региона е 66 046 км². Населението му е 864 652 жители (по преброяване от август 2012 г.). Столица на региона е град Линди. Голяма част от западната част на регион Линди е заета от резервата Селоус.

## Окръзи
Регион Линди е разделен на 6 окръга: Линди - градски, Линди - селски, Ливале, Килуа, Руангва и Начингвеа.